# Ucieczka z Wyspy Skorpiona
Ucieczka z Wyspy Skorpiona (sezon 2) (ang. Escape from Scorpion Island, 2007 – obecnie) – reality show emitowany na Disney XD.
Ogółem seria Ucieczki z Wyspy Skorpiona składa się z 5 sezonów. W Polsce Disney XD wyemitowało dotychczas tylko trzy sezony. W trzecim wygrał Szpon.